# Brooke Astor

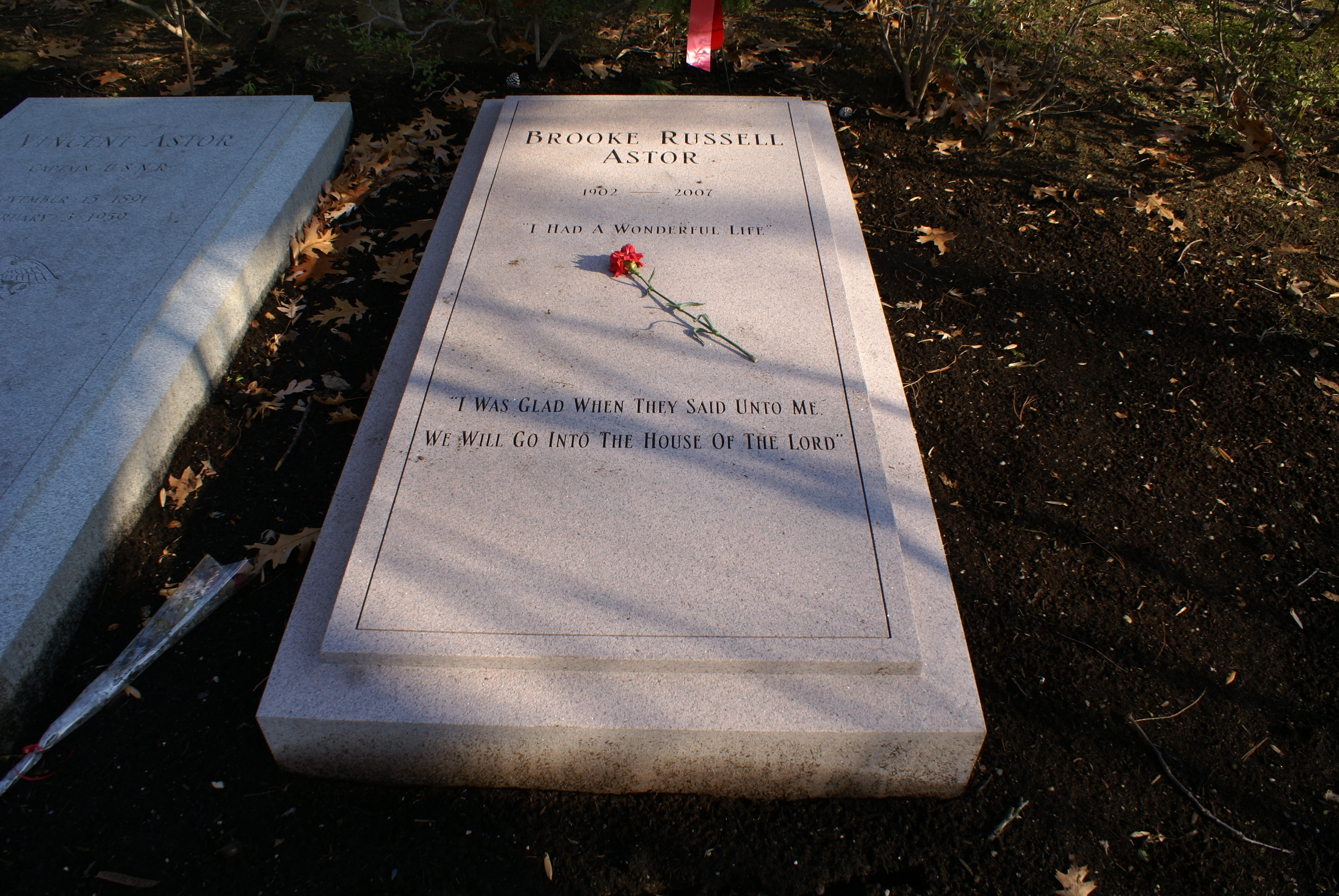
Grób Brooke Astor

Roberta Brooke Astor (ur. 30 marca 1902 w Portsmouth, zm. 13 sierpnia 2007 w Briarcliff Manor) − amerykańska działaczka filantropijna znana jako First Lady of New York.

## Zarys biografii
Była córką Johna H. Russella (generała, dowódcy Korpusu Piechoty Morskiej) i Mabel Cecile Hornby Howard. Dzieciństwo spędzała w miejscach służby wojskowej ojca, m.in. na Hawajach, w Dominikanie i Chinach. W wieku 16 lat wyszła za mąż po raz pierwszy, ale małżeństwo z J. Drydenem Kuserem, chociaż doczekało się dziecka, okazało się nieudane. Po rozwodzie w 1930 z nadużywającym alkoholu Kuserem, Brooke poślubiła w 1932 Charlesa Marshalla, maklera giełdowego. Marshall adoptował jej syna z pierwszego małżeństwa, który jako Anthony Dryden Marshall został później ambasadorem Stanów Zjednoczonych na Madagaskarze, Seszelach, w Kenii oraz Trynidadzie i Tobago.
Przez osiem lat była redaktorką działu w czasopiśmie „House & Garden”, a następnie pracowała w znanej nowojorskiej firmie dekoratorskiej, Ruby Ross Wood Inc. Jej drugi mąż zmarł w 1952. Po raz trzeci wyszła za mąż rok później, poślubiając dziedzica fortuny rodu Astorów, Vincenta (syna Johna Jacoba Astora IV). Wraz z mężem powołała do życia fundację charytatywną, którą prowadziła aż do jej likwidacji w 1997. Astor, zmarły w 1959, zapisał jej w testamencie swój majątek, który wykorzystała w działalności dobroczynnej; o zapis testamentowy wytoczył jej proces przyrodni brat męża, John Jacob Astor VI, ale sprawę przegrał.
Za wieloletnią działalność filantropijną została odznaczona w 1988 Prezydenckim Medalem Obywatelskim i Narodowym Medalem Sztuk, a w 1998 Prezydenckim Medalem Wolności. Opublikowała kilka książek, m.in. dwutomowe pamiętniki: A Patchwork Child.